# Cot Trieng
Cot Trieng är en kulle i Indonesien.   Den ligger i provinsen Aceh, i den västra delen av landet, 1 800 km nordväst om huvudstaden Jakarta. Toppen på Cot Trieng är 176 meter över havet.
Terrängen runt Cot Trieng är kuperad åt sydväst, men åt nordost är den platt.Runt Cot Trieng är det ganska glesbefolkat, med 47 invånare per kvadratkilometer. Omgivningarna runt Cot Trieng är en mosaik av jordbruksmark och naturlig växtlighet.